# 5321 Jagras
Az 5321 Jagras (ideiglenes jelöléssel 1985 VN) a Naprendszer kisbolygóövében található aszteroida. Poul Jensen, K. Augustesen, H. J. Fogh Olsen fedezte fel 1985. november 14-én.